# 高石和夫
高石 和夫（たかいし かずお、1953年1月4日 - 2008年12月17日）は、日本の警察官僚。元警視庁副総監。

## 概要
東京都出身。東京大学法学部卒業。1977年警察庁入庁。警察庁のエースとして、入庁後は一貫して公安畑を歩む。1994年から始まったオウム真理教関連捜査では、局長・杉田和博とともに高石が率いた公安第一課が全国の公安警察に教団捜査の徹底などを指導、特別手配容疑者の追跡捜査でも一定の成果を挙げた。チヨダの裏理事官の経験者。
入庁同期に植松信一元内閣情報官など。

## 略歴
- 1977年 - 東京大学法学部卒業
- 1977年 - 警察庁入庁
- 1988年 - 警察庁警備局外事課理事官
- 1989年 - 外務省在インド大使館一等書記官
- 1992年 - 警察庁警備局警備企画課理事官（チヨダ担当裏理事官）
- 1994年 - 併任外事課外事調査官
- 1995年 - 警察庁警備局公安第一課長
- 1997年 - 防衛庁情報本部電波部長
- 2000年 - 群馬県警察本部長
- 2002年 - 警察庁警備局外事課長
- 2003年 - 警察庁警備局警備企画課長
- 2004年 - 静岡県警察本部長
- 2006年 - 警視庁公安部長
- 2007年 - 警視庁副総監
- 2008年 8月25日 - 勇退
- 2008年 12月17日 - 食道癌のため死去[1]

## 参考
- 日本警察官僚総合名鑑 - 2005年発行

| スタブアイコン | サブスタブ | この項目は、まだ閲覧者の調べものの参照としては役立たない、人物に関連した書きかけの項目です。この項目を加筆・訂正などしてくださる協力者を求めています（P:人物伝/PJ:人物伝）。 |